# آرامگاه ابراهیم پورداوود
آرامگاه استاد ابراهیم پور داود مربوط به دوره قاجار است و در رشت، سبزه میدان،کوچه آفخرا(کوی پورداود سابق)،نرسیده به ساختمان سابق آموزش و پرورش ناحیه یک واقع شده و این اثر در تاریخ ۱۰ خرداد ۱۳۸۲ با شمارهٔ ثبت ۸۷۸۱ به‌عنوان یکی از آثار ملی ایران به ثبت رسیده است.
درب این آرامگاه بسته است و امکان بازدید از داخل آن وجود ندارد.